# Григорий Ловчански
Григорий  е висш български православен духовник, ловчански митрополит от 1972 до 2000 година.

## Биография
Роден е като Георги Иванов Узунов в семейството на каменоделец и тъкачка в казанлъшкото село Габарево на 6 август 1906 г. Начално образование получава в родното си село. В 1922 година заминава да учи в Пловдивската духовна семинария, която успешно завършва в 1928 година. Работи една година в свещоливницата в Стара Загора. На 18 август 1929 година в храма „Въведение Богородично“ в Стара Загора митрополит Павел Старозагорски го подстригва в монашество под името Григорий. На следния ден е ръкоположен в йеродякон. В 1929 година постъпва в Богословския факултет на Софийския университет, който завършва в 1933 година и е става учител в четирикласното духовно училище при Черепишкия манастир. На 15 февруари 1934 година ректорът на училището епископ Панарет Брегалнишки го ръкополага за йеромонах и го назначава за настоятел на училищния храм. В учебната 1934 – 1935 година Григорий преподава в Софийската духовна семинария. През есента на 1935 година се мести в Пловдивската семинария като възпитател, като скоро става преподавател, ефимерий на семинарния храм и библиотекар. на 5 ноември 1939 година е назначен за протосингел на Старозагорската митрополия, на която длъжност с прексвания остава до 1 април 1952 година. На 26 юли 1941 година по решение на Светия синод е възведен в архимандрит от митрополит Климент Старозагорски. От 1 април 1952 година до края на 1962 година е протосингел на Врачанската епархия. От 1 януари 1963 до 1 април 1965 година завежда Културно-просветния отдел и Отдела за социално подпомагане на Светия синод на Българската православна църква. От 1 април 1965 до 2 октомври 1968 година е игумен на Троянския манастир. На 11 април 1965 година в храма „Свети Александър Невски“ в София е ръкоположен за крупнишки епископ. На 2 октомври 1968 година по решение на Светия синод става настоятел на Българското църковно подворие в Москва. На 30 януари 1972 година, след избирането на Максим Ловчански за патриарх, Григорий е избран за нов ловчански митрополит и на 13 февруари със синодалния храм „Свети цар Борис“ е въведен в сан. Умира на 7 декември 2000 година в Ловеч. Погребан е в катедралния храм „Света Троица“.